# Buick Park Avenue
Buick Park Avenue (Бьюик Парк Авеню) — полноразмерный (full-size) роскошный седан, выпускавшийся компанией Buick, подразделением американской корпорации General Motors в 1990—2005 годах в США и 2007—2012 годах в Китае.

## История

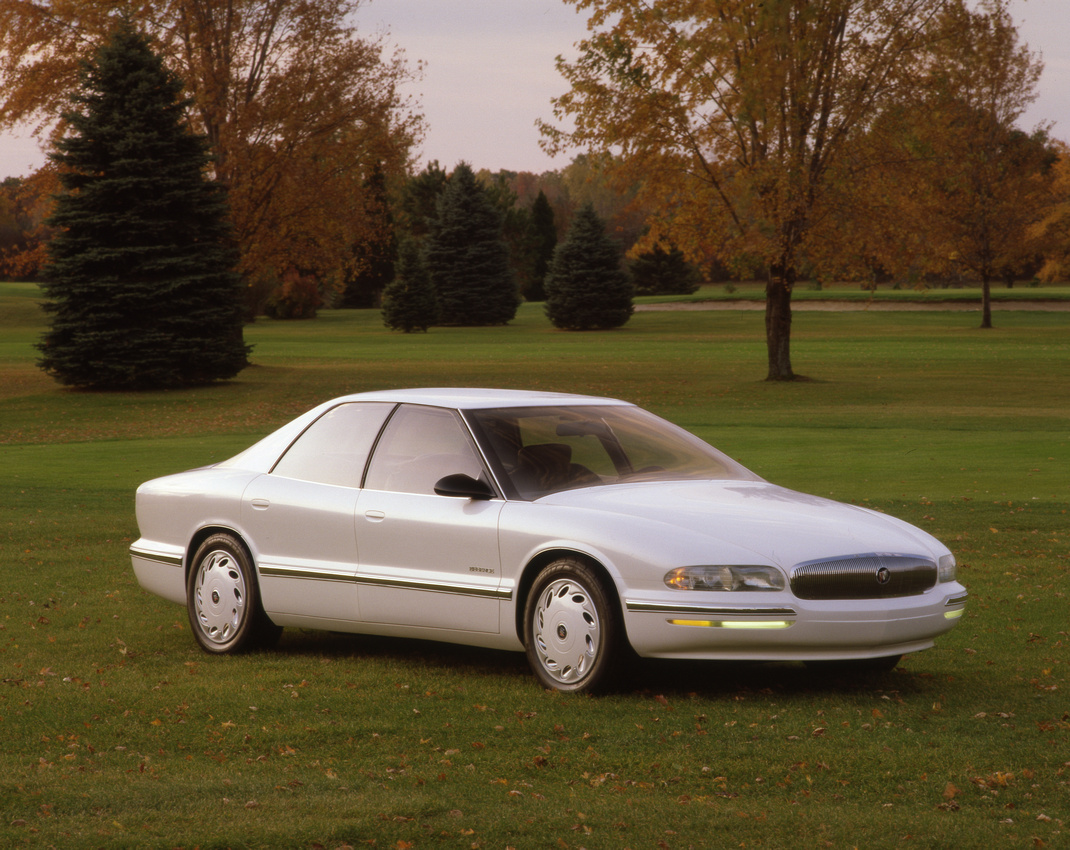
Buick Park Avenue Essence

Впервые название Park Avenue появилось в каталоге Buick 1976 года, так именовался самый роскошный вариант отделки салона модели Electra. С 1978 года это название получает самостоятельная модель Electra Park Avenue и оно сохраняется до самого окончания её производства.
В 1989 году на чикагском автосалоне был представлен концептуальный автомобиль Buick Park Avenue Essence, некоторые особенности которого были позже использованы в серийной модели.

## Первое поколение (1991—1996)

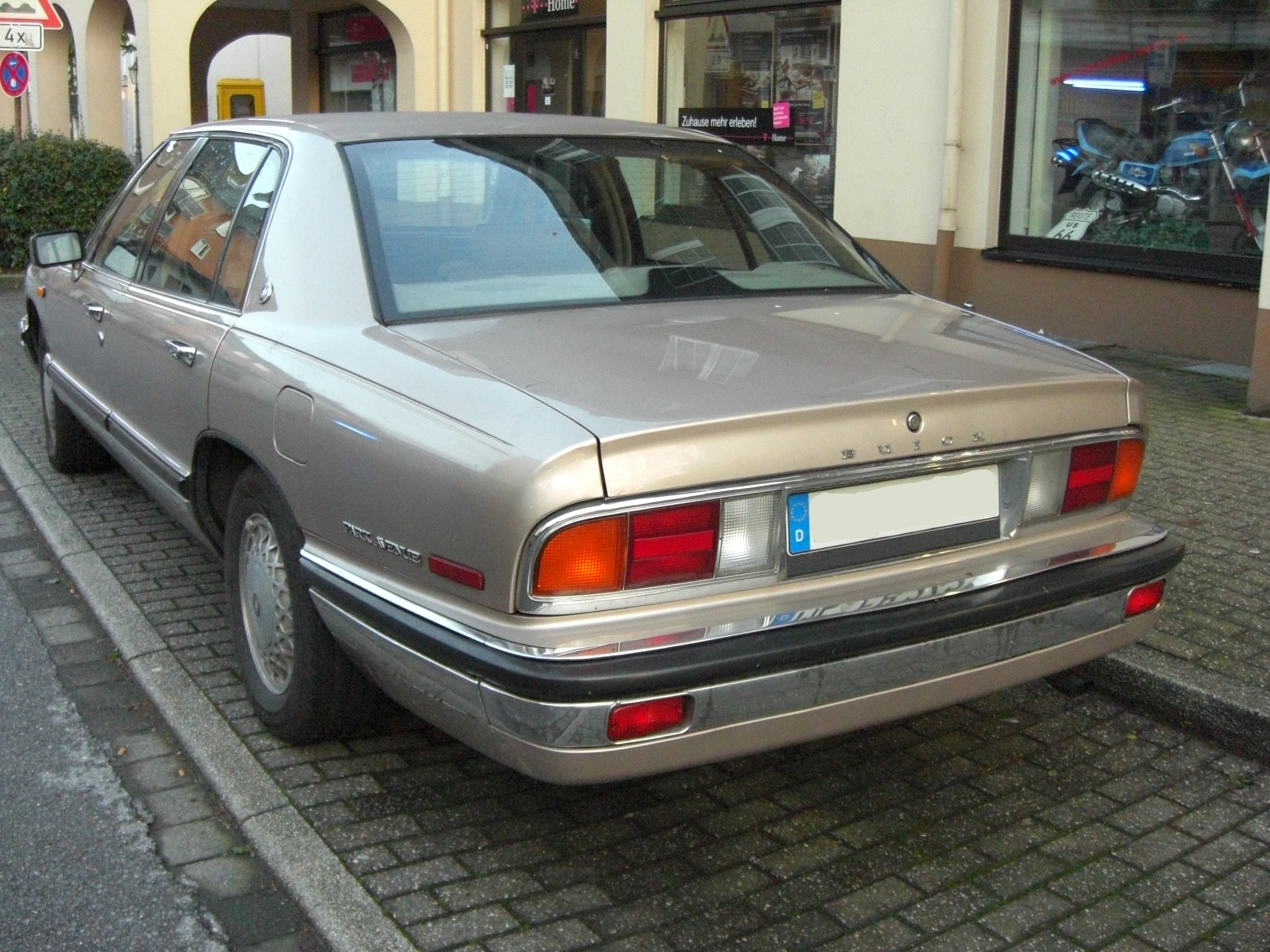

Две вновь появившиеся модели, Park Avenue и, более роскошная, Park Avenue Ultra, были самыми утончёнными шестиместными седанами в гамме автомобилей Buick. Их стремительный и элегантный кузов был изготовлен из оцинкованного с двух сторон стального листа, а тонированные стёкла защищали салон от нагрева, а его отделку от деградации под действием ультрафиолета солнца. Для повышения безопасности, все автомобили стандартно оборудовались антиблокировочной системой тормозов.
V-образный шестицилиндровый двигатель с системой электронного впрыска топлива мощностью 170 л.с., был состыкован с, также управляемой электроникой, четырёхступенчатой автоматической коробкой с повышающей передачей. Коробка передач такого типа впервые применялась на люксовых седанах корпорации General Motors.
В отделанном кожей салоне модели Park Avenue Ultra (кожаный салон был доступен по заказу и на модель Park Avenue) был установлен двузонный климат контроль и музыкальная система, которая автоматически меняла громкость звука в зависимости от скорости автомобиля.
С 1992 года на модель Park Avenue Ultra стали устанавливать двигатель с нагнетателем (Supercharged) мощностью 205 л.с. В 1994 году он стал ещё мощнее и теперь выдавал 225 л.с. На следующий год атмосферный мотор Park Avenue был, также, заменён на более мощный, 205-сильный.
| Двигатели и трансмиссия    | Двигатели и трансмиссия | Двигатели и трансмиссия         | Двигатели и трансмиссия     | Двигатели и трансмиссия | Двигатели и трансмиссия |
| -------------------------- | ----------------------- | ------------------------------- | --------------------------- | ----------------------- | ----------------------- |
| Двигатель                  | Рабочий объём, см³      | Мощность л. с./ обороты, об/мин | Момент, Нм/ обороты, об/мин | Трансмиссия             | Годы применения         |
| 3.8 V-6 (L27)              | 3791                    | 170/4800                        | 298/3200                    | Turbo-Hydramatic 4T60-E | 1991—1994               |
| 3.8 V-6 (L36)              | 3791                    | 205/5200                        | 312/4000                    | Turbo-Hydramatic 4T60-E | 1995—1996               |
| 3.8 V-6 Supercharged (L67) | 3791                    | 205/4400                        | 352/2600                    | Turbo-Hydramatic 4T60-E | 1992—1993               |
| 3.8 V-6 Supercharged (L67) | 3791                    | 225/5000                        | 373/3200                    | Turbo-Hydramatic 4T60-E | 1994—1996               |

## Второе поколение (1997—2005)

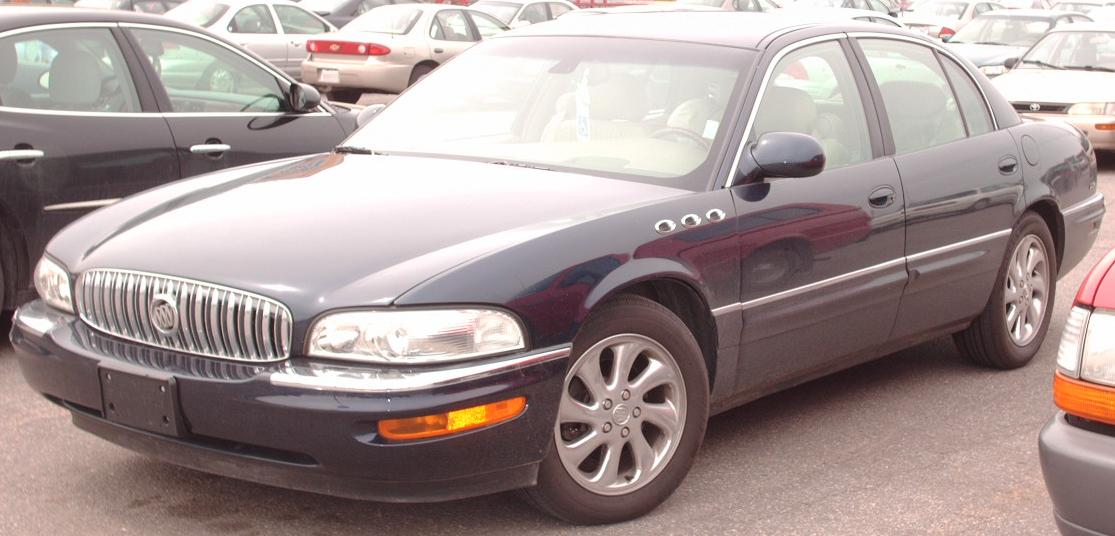
Buick Park Avenue после обновления

После смены поколения, автомобиль был переведён на новую переднеприводную платформу G корпорации, повышенная жёсткость которой значительно улучшила управляемость автомобиля. В тишине салона, который обеспечивался тройными уплотнениями дверей, были установлены кресла с сервоприводами, регулирующими их положение по десяти направлениям.
Несмотря на то, автомобиль стал больше и тяжелее, в базовой версии Park Avenue он по-прежнему оснащался V-образным шестицилиндровым двигателем мощностью 205 л.с. Но покупатель мог выбрать Park Avenue Ultra с обновлённым компрессорным (Supercharged) шестицилиндровым мотором мощностью 240 л.с. Модель Park Avenue Ultra, также, стандартно оборудовалась системой контроля устойчивости автомобиля (StabiliTrak), на модель Park Avenue такую систему необходимо было заказывать отдельно.
В 2003 году Park Avenue Ultra был немного модернизирован. Он получила новую, с более крупными элементами решётку радиатора с эмблемой по центру и фирменные вентиляционные отверстия (VentiPorts) на передних крыльях, такие элементы не использовались на автомобилях Buick с 1980-х. Сзади на кромке багажника также появилась эмблема компании, а снизу — хромированные наконечники выхлопных труб. В салоне стали использовать новые материалы отделки, была обновлена панель приборов, между передними сиденьями установили большего размера бокс-подлокотник. В 2004 году такие же обновления получила базовая модель Park Avenue. В последний год производства была выпушена специальная партия (Special Edition) в 3000 автомобилей с соответствующими эмблемами на задних стойках, особыми колёсами, новыми монохромными задними фонарями и хромированной накладкой над номерным знаком.
| Двигатели и трансмиссия    | Двигатели и трансмиссия | Двигатели и трансмиссия         | Двигатели и трансмиссия     | Двигатели и трансмиссия | Двигатели и трансмиссия |
| -------------------------- | ----------------------- | ------------------------------- | --------------------------- | ----------------------- | ----------------------- |
| Двигатель                  | Рабочий объём, см³      | Мощность л. с./ обороты, об/мин | Момент, Нм/ обороты, об/мин | Трансмиссия             | Годы применения         |
| 3.8 V-6 (L36)              | 3791                    | 205/5200                        | 312/4000                    | Turbo-Hydramatic 4T60-E | 1997—2005               |
| 3.8 V-6 Supercharged (L67) | 3791                    | 240/5200                        | 380/3600                    | Turbo-Hydramatic 4T60-E | 1997—2005               |

## Третье поколение (2007—2012)

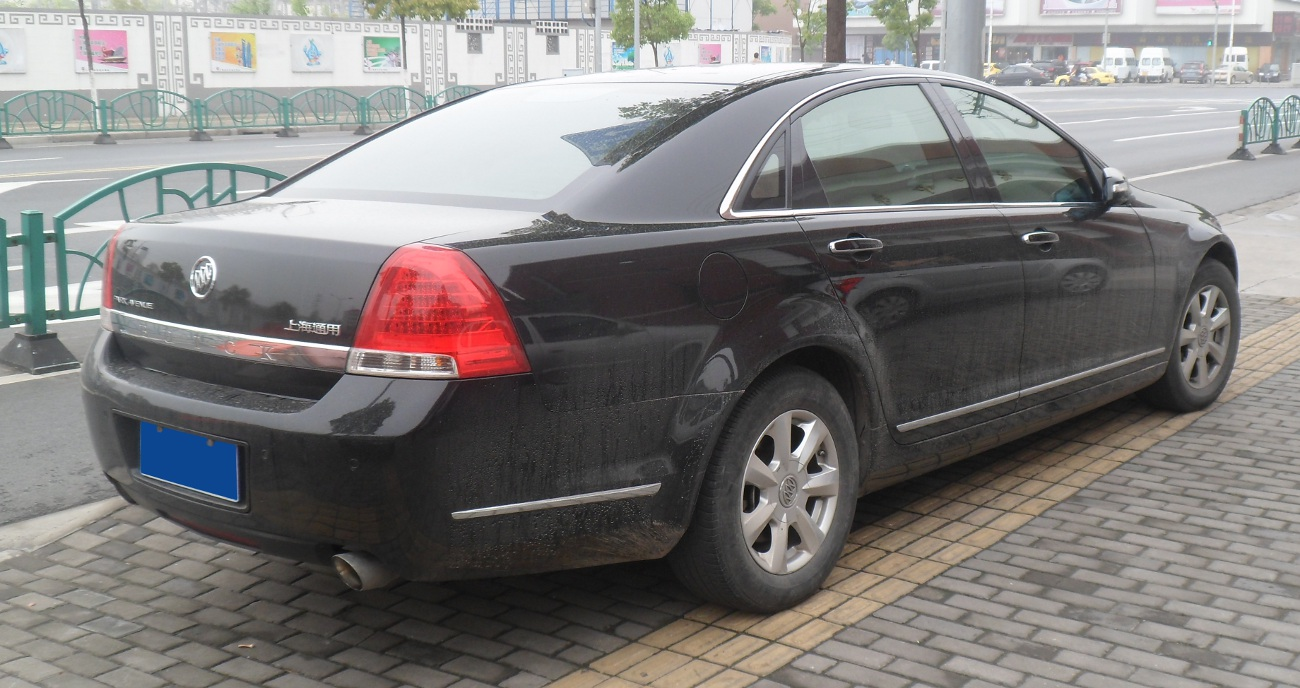

Созданный специально для производства в Китае, автомобиль нового поколения был основан на заднеприводной платформе Zeta корпорации и являлся переработанной моделью Holden Statesman, длиннобазной версией австралийского седана Холден Каприсе (англ. Holden Caprice).
Как и одноимённый бульвар Нью-Йорка, шикарный и модный Park Avenue являлся традиционным американским седаном. Созданный для представителей бизнес элиты Китая, автомобиль демонстрировал намерения корпорации укрепить свои позиции в этом сегменте рынка. В салоне отделанные натуральной кожей сиденья имели регулировки по восьми направлениям и встроенную функцию массажа. Высококачественная развлекательная система и совершенный климат-контроль предлагали удобства и комфорт, которые можно было ожидать от премиального седана. 
Автомобиль оснащался V-образными шестицилиндровыми двигателями двух размерностей: 2,8-литровым мощностью 201 л.с. и 3,6-литровым мощностью 250 л.с. В 2010 году оба этих двигателя были заменены на трёхлитровый мотор мощностью 254 л.с.
| Двигатели и трансмиссия | Двигатели и трансмиссия | Двигатели и трансмиссия         | Двигатели и трансмиссия     | Двигатели и трансмиссия               | Двигатели и трансмиссия |
| ----------------------- | ----------------------- | ------------------------------- | --------------------------- | ------------------------------------- | ----------------------- |
| Двигатель               | Рабочий объём, см³      | Мощность л. с./ обороты, об/мин | Момент, Нм/ обороты, об/мин | Трансмиссия                           | Годы применения         |
| 2.8 V-6 (LP1)           | 2792                    | 201/6000                        | 265/3000                    | пятиступенчатая автоматическая 5L40-E | 2007—2009               |
| 3.6 V-6 (LY7)           | 3564                    | 250/6500                        | 340/3200                    | пятиступенчатая автоматическая 5L40-E | 2007—2009               |
| 3.0 V-6 (LF1)           | 2994                    | 254/6700                        | 296/2900                    | шестиступенчатая автоматическая 6L50  | 2010—2012               |